# Sinagoga de Surami
La sinagoga de Surami (en georgiano: სურამის სინაგოგა) es una sinagoga ubicada en Surami, región de Iberia Interior, Georgia.

## Historia
La sinagoga fue construida en 1915.
El templo está actualmente abierto y, a pesar de que apenas hay rezos, tiene rabino y gabbai.